# Квітень (ансамбль, Маріуполь)
Народний ансамбль танцю «Квітень» — ансамбль танцю при палаці культури Металургів Маріуполя. Керівник — заслужений працівник культури України Людмила Федотова.
Був утворений у 1993 році на базі старшої групи зразкового ансамблю народного танцю «Веснянка». Цього ж року отримав звання «народного».
Ансамбль неодноразово брав участь у міжнародних фестивалях та конкурсах танцю, у тому числі у міжнародному фестивалі «Менелаїда» (Греція, місто Кардиця. Квітень 2006 року) та Словацько-Українській Забаві, був лауреатом II та III Всеукраїнського конкурсу хореографії імені Павла Вірського .
Ансамбль брав участь у гастролях у Німеччині, Бразилії, Іспанії та Франції.